# Ngami Lacuna
La Ngami Lacuna è una struttura geologica della superficie di Titano.